# 大阪劇場
大阪劇場 （おおさかげきじょう）は、かつて大阪府大阪市南区河原町1丁目（現・中央区千日前2丁目）にあった劇場である。通称・大劇（だいげき）。大阪松竹歌劇団（現・OSK日本歌劇団）のレビューと歌手・映画俳優の実演で知られた。日本ドリーム観光（旧・千土地興行）経営。

## 沿革
- 1933年(昭和8年)8月30日、竣工。当初の名前は東洋劇場。9月1日より映画館として営業を開始。オープン当日に上映された映画は、カート・ニューマン監督の『ビッグ・ケージ』（1933年）とジョン・マレー・アンダーソン監督の『ジャズ・キング』（1930年）といったユニバーサル・ピクチャーズ作品2本立であった[1]。
- 1934年(昭和9年)4月 経営に行き詰まり、松竹傍系の千日土地建物（通称・千土地）が買収。大阪劇場と改称。
- 1934年(昭和9年)8月1日 大阪松竹少女歌劇団（OSSK）を専属とし、映画とレビューの二本立て興行を行う[1]。
- 1937年（昭和12年）12月17日 火災により1-3階を全焼。早朝であったため観客や劇場関係者は不在であったが、工事関係者1人が死亡[2]。
- 1945年(昭和20年)3月13日の大阪大空襲で破壊されたが、突貫工事で修復され、7月26日から大阪松竹歌劇団（OSK）「夏まつり」の公演が再開された[3]。
- 1967年(昭和42年)6月4日 歌謡ショー「栄光の三十三年」をもって興行を打ち切り、廃座。
- 1991年(平成3年) 大劇ビル取り壊し。
- 1996年(平成8年) 大劇ビル跡地に「なんばオリエンタルホテル」開業。

## 興行形態
基本的には、大阪松竹歌劇団（現・OSK日本歌劇団）のレビューと松竹映画一本の組み合わせ。大阪松竹歌劇団（OSK）のレビュー以外には歌手・映画俳優の実演や喜劇などが上演された。
なお、一時期洋画専門のロードショー劇場や演劇専門劇場に転身したが、失敗し元の興行形態に戻している。

## 構造
- 建屋：地上5階建。地下及び塔屋付き
- 構造：鉄骨鉄筋コンクリート造
- 座席数：2780

## OSK以外の主な出演者
人気歌手が定期的に歌謡ショーを行った。
- 三波春夫
- 田端義夫
- 美空ひばり
- 橋幸夫ほか

映画スターが実演を行った。
- 林長二郎（後の長谷川一夫）
- 市川右太衛門
- 嵐寛壽郎
- 高田浩吉ほか

喜劇公演の座長としては次の人々がいる。
- 榎本健一（通称・エノケン）
- 清水金一（通称・シミキン）
- 花菱アチャコほか

実演のコメディリリーフとして、コメディアンも舞台を彩っていた。
- 三波伸介
- 白木みのる
- 笑福亭松之助ほか

## 事件史
詳細は日本ドリーム観光の当該項を参照のこと。
- 大劇事件 - 1956年1月15日に発生した将棋倒しによる圧死事故。入場券購入の列が崩れたもの[4]。
- 大劇事故 - 1963年3月3日午前2時ごろ、大阪松竹歌劇団（OSK）が深夜舞台上で稽古中に釣り舞台が落下し、団員・スタッフ44名が重軽傷を負った事故。

## 大劇サロン
1950年（昭和25年）大阪劇場地下一階の遊戯施設跡に設けられた飲食店。アルバイトサロン（現在のキャバクラ）の嚆矢とされ、独特のキャッチコピーが新聞に掲載された。支配人を務めた磯田敏夫は織田作之助門人の文士でもあり、自らの経験を元にした映画「ネオン太平記」（1968年日活）のロケに使用された。その後は「大劇アルバイトサロン」に改称。大劇ビル取り壊しに伴い、閉鎖。

## 大劇レジャービル
日本ドリーム観光は、1967年（昭和42年）6月、廃座した劇場部分を含めて大劇ビル全体を閉鎖し、総合レジャービルに改装するための工事に着手した。同年10月に改装工事は完了し、大劇ビルは「大劇レジャービル」として新しく生まれ変わった。そして大劇ビルは、改装前から営業していた地下の大劇サロンと上階の映画館（大劇名画座）を含んだ一大娯楽施設に転換した。新たな施設としてジャズ喫茶「やかた」、ボウリング場「大劇ドリームボウル」、ダンスホール（後のディスコ、現在のクラブに相当）「大劇ダンス天国」、キャバレー、アルバイトサロン、ビリヤード場、射的場、サウナ、パチンコ場、お化け喫茶サタン（北側別館）、大劇プレイランド（北側別館）、貸店舗スペースなどが設置された。1階（外周部を含む）および地階には飲食店（百番・千房など）が入店した。そのほかに千日デパート火災で移転を余儀なくされた一部名店街の店舗も入店し、館内はさながら複雑な迷路状態となっていた。

## 映画館
- 大劇名画座
- 大劇シネマ